# Роберт Райхель
Роберт Райхель (чеськ. Robert Reichel; нар. 25 червня 1971, Літвінов) — чеський хокеїст, що грав на позиції центрального нападника. Грав за збірні команди Чехословаччини та Чехії.
Олімпійський чемпіон. Провів понад 800 матчів у Національній хокейній лізі.

## Ігрова кар'єра
Хокейну кар'єру розпочав на батьківщині 1987 року виступами за команду «Літвінов».
1989 року був обраний на драфті НХЛ під 70-м загальним номером командою «Калгарі Флеймс». 
Протягом професійної клубної ігрової кар'єри, що тривала 24 роки, захищав кольори команд «Літвінов», «Калгарі Флеймс», «Франкфурт Лайонс», «Нью-Йорк Айлендерс», «Фінікс Койотс» та «Торонто Мейпл-Ліфс».
Загалом провів 900 матчів у НХЛ, включаючи 70 ігор плей-оф Кубка Стенлі.
Був гравцем молодіжної збірної Чехословаччини, у складі якої брав участь у 33 іграх. Виступав за національні збірні Чехословаччини та Чехії, провів 99 ігор в їх складах.

## Нагороди та досягнення
- Чемпіон Європи серед юніорів 1988
- Бронзовий медаліст молодіжного чемпіонату світу 1989
- Срібний призер чемпіонату Європи 1989
- Бронзовий медаліст молодіжного чемпіонату світу 1990
- Бронзовий призер чемпіонату світу 1990
- Бронзовий призер чемпіонату світу 1992
- Чемпіон світу 1996
- Бронзовий призер чемпіонату світу 1997
- Чемпіон Зимових Олімпійських ігор у Нагано — 1998
- Бронзовий призер чемпіонату світу 1998
- Чемпіон світу 2000
- Чемпіон світу 2001
- Член Залу слави ІІХФ — 2015

## Статистика

### Клубні виступи
| Сезон        | Клуб                 | Ліга         | Регулярна першість | Регулярна першість | Регулярна першість | Регулярна першість | Регулярна першість | Плей-оф | Плей-оф | Плей-оф | Плей-оф | Плей-оф |
| Сезон        | Клуб                 | Ліга         | І                  | Г                  | П                  | О                  | ШХ                 | І       | Г       | П       | О       | ШХ      |
| ------------ | -------------------- | ------------ | ------------------ | ------------------ | ------------------ | ------------------ | ------------------ | ------- | ------- | ------- | ------- | ------- |
| 1987–88      | «Літвінов»           | ЧСХЛ         | 36                 | 17                 | 10                 | 27                 | 8                  | —       | —       | —       | —       | —       |
| 1988–89      | «Літвінов»           | ЧСХЛ         | 44                 | 23                 | 25                 | 48                 | 32                 | —       | —       | —       | —       | —       |
| 1989–90      | «Літвінов»           | ЧСХЛ         | 44                 | 43                 | 28                 | 71                 | —                  | 8       | 6       | 6       | 12      | —       |
| 1990–91      | «Калгарі Флеймс»     | НХЛ          | 66                 | 19                 | 22                 | 41                 | 22                 | 6       | 1       | 1       | 2       | 0       |
| 1991–92      | «Калгарі Флеймс»     | НХЛ          | 77                 | 20                 | 34                 | 54                 | 32                 | —       | —       | —       | —       | —       |
| 1992–93      | «Калгарі Флеймс»     | НХЛ          | 80                 | 40                 | 48                 | 88                 | 54                 | 6       | 2       | 4       | 6       | 2       |
| 1993–94      | «Калгарі Флеймс»     | НХЛ          | 84                 | 40                 | 53                 | 93                 | 58                 | 7       | 0       | 5       | 5       | 0       |
| 1994–95      | «Франкфурт Лайонс»   | ДХЛ          | 21                 | 19                 | 24                 | 43                 | 41                 | —       | —       | —       | —       | —       |
| 1994–95      | «Калгарі Флеймс»     | НХЛ          | 48                 | 18                 | 17                 | 35                 | 28                 | 7       | 2       | 4       | 6       | 4       |
| 1995–96      | «Франкфурт Лайонс»   | ДХЛ          | 46                 | 47                 | 54                 | 101                | 84                 | —       | —       | —       | —       | —       |
| 1996–97      | «Калгарі Флеймс»     | НХЛ          | 70                 | 16                 | 27                 | 43                 | 22                 | —       | —       | —       | —       | —       |
| 1996–97      | «Нью-Йорк Айлендерс» | НХЛ          | 12                 | 5                  | 14                 | 19                 | 4                  | —       | —       | —       | —       | —       |
| 1997–98      | «Нью-Йорк Айлендерс» | НХЛ          | 82                 | 25                 | 40                 | 65                 | 32                 | —       | —       | —       | —       | —       |
| 1998–99      | «Нью-Йорк Айлендерс» | НХЛ          | 70                 | 19                 | 37                 | 56                 | 50                 | —       | —       | —       | —       | —       |
| 1998–99      | «Фінікс Койотс»      | НХЛ          | 13                 | 7                  | 6                  | 13                 | 4                  | 7       | 1       | 3       | 4       | 2       |
| 1999–00      | «Літвінов»           | ЧЕ           | 45                 | 25                 | 32                 | 57                 | 24                 | 7       | 3       | 4       | 7       | 2       |
| 2000–01      | «Літвінов»           | ЧЕ           | 49                 | 23                 | 33                 | 56                 | 72                 | 5       | 1       | 2       | 3       | 2       |
| 2001–02      | «Торонто Мейпл-Ліфс» | НХЛ          | 78                 | 20                 | 31                 | 51                 | 26                 | 18      | 0       | 3       | 3       | 4       |
| 2002–03      | «Торонто Мейпл-Ліфс» | НХЛ          | 81                 | 12                 | 30                 | 42                 | 26                 | 7       | 2       | 1       | 3       | 0       |
| 2003–04      | «Торонто Мейпл-Ліфс» | НХЛ          | 69                 | 11                 | 19                 | 30                 | 30                 | 12      | 0       | 2       | 2       | 8       |
| 2004–05      | «Літвінов»           | ЧЕ           | 32                 | 9                  | 19                 | 28                 | 32                 | —       | —       | —       | —       | —       |
| 2005–06      | «Літвінов»           | ЧЕ           | 52                 | 11                 | 26                 | 37                 | 50                 | —       | —       | —       | —       | —       |
| 2006–07      | «Літвінов»           | ЧЕ           | 52                 | 26                 | 21                 | 47                 | 46                 | —       | —       | —       | —       | —       |
| 2007–08      | «Літвінов»           | ЧЕ           | 51                 | 23                 | 7                  | 30                 | 62                 | 5       | 1       | 0       | 1       | 0       |
| 2008–09      | «Літвінов»           | ЧЕ           | 47                 | 14                 | 31                 | 45                 | 72                 | 1       | 0       | 0       | 0       | 2       |
| 2009–10      | «Літвінов»           | ЧЕ           | 52                 | 13                 | 28                 | 41                 | 88                 | 5       | 3       | 4       | 7       | 0       |
| Усього в НХЛ | Усього в НХЛ         | Усього в НХЛ | 830                | 252                | 378                | 630                | 388                | 70      | 8       | 23      | 31      | 20      |

### Збірна
| Рік                | Команда               | Турнір             | І  | Г  | П  | О  | ШХ |
| ------------------ | --------------------- | ------------------ | -- | -- | -- | -- | -- |
| 1988               | Чехословаччина мол.   | МЧС                | 7  | 3  | 8  | 11 | 2  |
| 1988               | Чехословаччина юніор. | ЮЧЄ                | 6  | 8  | 4  | 12 | 6  |
| 1989               | Чехословаччина мол.   | МЧС                | 7  | 4  | 4  | 8  | 4  |
| 1989               | Чехословаччина юніор. | ЮЧЄ                | 6  | 14 | 7  | 21 | 22 |
| 1990               | Чехословаччина мол.   | МЧС                | 7  | 11 | 10 | 21 | 4  |
| 1990               | Чехословаччина        | ЧС                 | 10 | 5  | 6  | 11 | 4  |
| 1991               | Чехословаччина        | ЧС                 | 8  | 2  | 4  | 6  | 10 |
| 1991               | Чехословаччина        | КК                 | 5  | 1  | 2  | 3  | 6  |
| 1992               | Чехословаччина        | ЧС                 | 8  | 1  | 3  | 4  | 2  |
| 1996               | Чехія                 | ЧС                 | 8  | 4  | 4  | 8  | 0  |
| 1996               | Чехія                 | КС                 | 3  | 1  | 0  | 1  | 0  |
| 1997               | Чехія                 | ЧС                 | 9  | 1  | 4  | 5  | 4  |
| 1998               | Чехія                 | ОІ                 | 6  | 3  | 0  | 3  | 0  |
| 1998               | Чехія                 | ЧС                 | 8  | 0  | 4  | 4  | 0  |
| 2000               | Чехія                 | ЧС                 | 9  | 2  | 3  | 5  | 4  |
| 2001               | Чехія                 | ЧС                 | 9  | 5  | 7  | 12 | 4  |
| 2002               | Чехія                 | ОІ                 | 4  | 1  | 0  | 1  | 2  |
| 2003               | Чехія                 | ЧС                 | 8  | 4  | 4  | 8  | 2  |
| 2004               | Чехія                 | КС                 | 4  | 0  | 0  | 0  | 2  |
| Молодіжна збірна   | Молодіжна збірна      | Молодіжна збірна   | 33 | 40 | 33 | 73 | 38 |
| Національна збірна | Національна збірна    | Національна збірна | 99 | 30 | 41 | 71 | 40 |